# Puffinus opisthomelas
La pardela culinegra (Puffinus opisthomelas) es una especie de ave procelariforme de la familia Procellariidae que vive en el océano Pacífico. En el pasado se consideró una subespecie de pardela pichoneta, y todavía no se ha clarificado la relación entre ellas.

## Descripción
La pardela culinegra mide 30–38 cm de largo, y tiene una envergadura alar de 76–89 cm. El plumaje de sus partes superiores es de color pardo negruzco y el de las inferiores blanco, con excepción de la parte inferior de su cola, característica que le da nombre.

## Distribución
Es una especie marina, que habita en el océano Pacífico y el golfo de California. Se encuentra más cerca de la costa que la mayoría de las pardelas, y a veces se observa desde tierra. Anida principalmente en las islas costeras del norte y oeste de Baja California, especialmente en isla Guadalupe, islas San Benito e isla Natividad. Es bastante común en las costas de Estados Unidos y México en los meses invernales.

## Comportamiento
Se alimenta principalmente de pequeños peces.
Anida colonialmente en madrigueras y cuevas. En el pasado estuvo amenazado por los gatos asilvestrados y otros depredadores que había en las islas donde cría, pero ese problema se ha eliminado en gran medida. Se producen algunas pérdidas de individuos que quedan enredados en las redes de pesca. La UICN la clasifica como especie casi amenazada principalmente debido al impacto que causa sobre ella la sobrexplotación pesquera.